# 狭穗针茅
狭穗针茅（学名：Stipa regeliana）为禾本科针茅属下的一个种。

## 扩展阅读
- 維基物種上的相關：狭穗针茅